# Селекционное (Чуйская область)
Селекционное (кирг. Селекционный) — село в Сокулукском районе Чуйской области Кыргызстана. Входит в состав Орокского аильного округа. Код СОАТЕ — 41708 222 856 08 0.

## География
Село расположено в центральной части области, к югу от Большого Чуйского канала, юго-западный пригород Бишкека. Абсолютная высота — 827 метров над уровнем моря.

## Население
| год     | 2009 | 2014 | 2015 | 2022 |
| ------- | ---- | ---- | ---- | ---- |
| человек | 2327 | 2510 | 2638 | 7353 |